# Neolindus ornatus
Neolindus ornatus (лат.) — вид коротконадкрылых жуков рода Neolindus из подсемейства Paederinae (Staphylinidae). Название N. ornatus происходит от латинского слова «ornatus», означающего «украшенный» или «оснащённый», что связано со сложным строением эдеагуса.

## Распространение
Неотропика. Вид известен только из типового местонахождения во Французской Гвиане (Кайенна, Рура, около Матури) и прилегающих территорий. Он был собран с помощью ловушки (flight interception trap) на небольшой высоте (30—50 м).

## Описание
Мелкие коротконадкрылые жуки. Длина тела около 7 мм. Всё тело и придатки коричневого цвета. Передние голени с 4 хорошо развитыми гребнями волосков; вершинный гребень продольный, состоит из широко разделённых, толстых волосков; мезотибиальный апикальный ктенидий с обеих сторон, внутренний длиннее наружного; мезотарсомер 1 длиннее 2, мезотарсомер 3 равен 4, короче 2, мезотарсомер 5 длиннее 1; внутренний ктенидий метатибии длиннее наружного; метатарсомер 1 длиннее 2, метатарсомеры 3 и 4 длиннее метатарсомера, метатарсомер 5 длиннее метатарсомера 1.

## Систематика
Вид был впервые описан в 2024 году по типовым материалам из Южной Америки. Габитус N. ornatus похож на габитус N. cuneatus по стерниту и тергиту VIII. Однако у N. ornatus более длинные pPMS и более длинные, двустворчатые pLS эдеагуса, чем у N. cuneatus.